# Botulinumtoksin
Botulinumtoksin (forkortet som BTX eller BoNT) er et af verdens giftigste stoffer. Det er et protein og et neurotoxin, der dannes af bakterien Clostridium botulinum og kan føre til den dødelige sygdom botulisme, bedre kendt som pølseforgiftning. Det er proteinets specifikke molekylære virkning, der gør det så giftigt. Til trods for at det er så giftigt, bliver det brugt i meget små doser til at behandle muskelspasmer og til kosmetiske formål under navnet Botox.
Toksinet hæmmer frigørelsen af acetylcholin ved synapserne mellem nervecellerne og musklerne ved at hæmme fusionen mellem vesiklerne, der indeholder acetylcholin med cellemembranen i synapserne. Det bevirker, at musklerne ikke længere modtager signaler fra nervesystemet, hvorved de lammes.
Toksinet absorberes fra tarmkanalen, idet det bindes til overfladen af tarmcellerne. Tarmcellerne absorberer og transporterer det derefter ud i blodbanen. Via blodbanen distribueres det til nervesystemet, hvor det bindes til receptorer på overfladen af cholinerge nerveender. Som ved tarmcellerne transporteres toksinet ind i nervecellerne. Ved indtræden i nervecellerne begynder det at udføre sin enzymfunktion på vitale dele af det cellulære system, der frigør acetylcholinvesiklerne fra synapsen. Herved standses nervesystemets signaler til musklerne, hvorved de lammes. Lammelse af muskelfunktionen i mellemgulvet og brystkassen medfører kvælningsdød, hvis man ikke kommer i behandling.
Udvundet botulinumtoksin fremstår som et hvidt pulver uden lugt eller smag.

## Historie
Den tyske læge og poet Justinus Kerner kaldte forgiftningen med botulinumtoksin for pølseforgiftning, da bakterien, som forårsagede den, voksede i dårligt håndterede kødprodukter. I 1870 døbte en tysk læge sygdommen "botulisme", afledt af det latinske ord botulus, som betyder pølse. I 1895 isolerede Emilie Van Ermengem som den første bakterien Clostridium botulinum, der danner toksinet. I 1944 opdyrkede Edward Schantz Clostridium botulinum og isolerede toksinet. I 1949 opdagede Burgens team, at botulinumtoksin blokerer de neuromuskulære forbindelser.

## Opbygning
Botulinumtoksin er bygget op af to peptidkæder, en tung kæde (100.000 Da) og en let kæde (50.000 Da) med en disulfid-bro, som binder dem sammen. Den tunge kæde består af et translokationsområde i NH2-enden (N-terminal) og et receptor-bindende domæne i COOH-enden (C-terminal). Den lette kæde har enzymaktivitet (metalloprotease).

## Virkemåde
Den tunge kæde vil binde sig til protein- og lipidmolekyler på de perifere nerveterminaler, mere præcist til de neuromuskulære endeplader. Når botulinumtoksinet er der, optages hele toksinet ind i endosomer ved endocytose. Den lave pH i endosomet gør, at proteinet (toksinet) refolder sig og danner en kanal i endosommembranen, hvorigennem den enzymatiske aktive lette kæde transporteres ud i cytoplasmaet og ødelægger SNARE (Soluble N-ethylmaleimide sensitive fusion attachement protein receptor). Botulinum toksin A, C og E går efter SNAP-25 (Synaptosome-Associated Protein of 25,000 daltons), som er en type af SNARE.

## Behandling af botulinum-forgiftning
Mellem 1899-1949 var dødeligheden ved botulinumforgiftning 60 %, men fra 1950-1996 faldt dødeligheden til 15,5 %. En af grundene er, at man har udviklet respiratorer, som har sænket risikoen for, at patienten dør som følge af åndedrætsorgansvigt, til 2 %.
Hvis forgiftningen opdages på et tidligt stadium, kan den behandles med antitoksin, som neutraliserer toksinet, der endnu ikke har bundet sig til nerveenderne. Men på grund af alvorlige sideeffekter som anafylaktisk shock (allergisk reaktion), kan antitoksinet ikke altid bruges, og slet ikke hvis patienten er et spædbarn.

## Medicinsk brug
I 1950'erne opdagede man, at indsprøjtning af en meget lille dosis botulinumtoksin A i en overaktiv muskel blokerede for frigivelsen af acetylcholin fra synapsen. Dette resulterede i, at musklen ikke kunne trække sig sammen i en periode på 4 til 6 måneder.
Alan Scott, som beskæftiger sig med øjensygdomme, begyndte på grundlag af denne opdagelse at kurere skelen og ukontrolleret blinken, men han manglede en partner til at få sin opdagelse godkendt og markedsført. I 1988 købte Allergan Inc. rettighederne til stoffet, som i 1989 blev godkendt af de amerikanske lægemiddelmyndigheder FDA (Food and Drug Administration). Allergan omdøbte stoffet til Botox.
Man opdagede hurtigt de eftertragtede kosmetiske effekter efter at have lavet forsøg med at kurere øjenmuskelforstyrrelser. FDA godkendte i april 2002 Botox til kosmetisk brug. I 2006 var behandling med Botox den mest almindelige kosmetiske operation i USA.
Ud over til kosmetiske formål bruges Botox som behandling mod migræne, akalasi, dystoni og hyperhidrosis.

## Biologisk krigsførelse
Da botulinumtoksinets effekt forringes markant ved kontakt med luften, anses toksinet for at være et dårligt biologisk våben. Stoffet er så ustabilt, at det transporteres på tøris (medicinsk/kosmetisk brug). Der er ingen dokumenterede tilfælde af militær brug af botulinumtoksin. Dog påstås det at have været brugt i "Operation Anthropoid" til at dræbe den højtstående nazist Reinhard Heydrich samt i "Operation Mongoose", hvor CIA i 1961mættede nogle cigarer af Fidel Castros yndlingsmærke med botulinumtoksin. Tanken var at bruge dem til et attentat mod den cubanske leder. Cigarerne blev dog aldrig brugt til dette formål , men da man testede dem flere år senere, var stoffet stadig aktivt. Den berygtede japanske Enhed 731, som forskede i biologisk krigsførelse, fodrede nogle fanger med botulinumtoksin under den japanske besættelse af Manchuriet i 1930'erne.
Man har været bekymret for, at terrorister ville kunne bruge botulinumtoksin som et våben, men stoffet er ikke ideelt til dette formål. Det er ekstremt svært for privatpersoner at fremstille giften, da bakterierne, der producerer den, er anaerobe; de formerer sig derfor meget dårligt, når der er oxygen til stede, hvilket gør botulinumtoksin vanskeligt at producere uden mikrobiologisk ekspertise.

## Referenceliste
1. 1 2  Arnon SS, Schechter R, Inglesby TV, Henderson DA, Bartlett JG, Ascher MS, et al. (February 2001). "Botulinum toxin as a biological weapon: medical and public health management". JAMA. 285 (8): 1059–1070. doi:10.1001/jama.285.8.1059. PMID 11209178
2. ↑  11-årige Jacob får botox-behandling hver tredje måned - livsstil.tv2.dk, artikel fra d. 23. februar 2016 kl. 13:50, hentet d. 7. april 2017 kl. 14:47
3. ↑  Artiklen Rynkebehandling med Botox på Sundhed.dk, hentet d. 7. april 2017 kl. 14:51, sidst ændret d. 12. april 2016 Ovenover datoen stod der "Linda Jakobsen, speciallæge"
4. ↑  Artiklen Botox® på Den Store Danske, hentet d. 7. april 2017 kl. 14:57
5. ↑  Botox® - medicin.dk
6. ↑  Artiklen FAKTA Sådan virker Botox og Restylane på dr.dk fra d.8. juli 2014 kl. 6:00, hentet d. 7. april 2017 kl. 15:06
7. ↑  Müller: Das Wurstgift i Deutsche Klinik, Giessen 1879
8. ↑  Luba Vangelova (FDA):Botulinum Toxin:A Poison That Can Heal
9. ↑  "Akalasi". sundhed.dk. 2018. Hentet 2018-04-18.
10. ↑  "StrategyPage.com - Medium Brigade Flaws, and the Cure The IBCT Revisited". Arkiveret fra originalen 12. november 2007. Hentet 20. november 2007.
11. ↑  "parascope.com - Castro report". Arkiveret fra originalen 8. juni 2005. Hentet 20. november 2007.
12. ↑  "JAMA - Botulinum Toxin as a Biological Weapon: Medical and Public Health Management, February 28, 2001, Arnon et al. 285 (8): 1059".